# Kurt Kaiser (Musiker)
Kurt Kaiser (* 1922 in Berlin) ist ein deutscher  Fagottist, Pianist, Akkordeonist und Arrangeur.
Nach seiner Ausbildung in der Stadtmusikschule Luckau zum Musiker durch Musikdirektor Hermann Krüger und Hermann Kaiser, Tubist und Konzertmeister des Orchesters der Deutschen Reichsbahn, war Kaiser während des Zweiten Weltkriegs Bayreuthmusiker und Militärmusiker. Er spielte noch unter Franz Lehár und nahm als Mitglied mehrerer Militärorchester auch am berühmten Konzert am Arc de Triomphe in Paris teil.
Ein Großteil seines Schaffens selbst arrangierter und transponierter Noten für kleines Orchester und Klavier/Fagott aus der ersten Hälfte des 20. Jahrhunderts ist als Dokument des Zeitgeistes in der Stiftung Deutsches Musikarchiv vorhanden. Seine Sammlung antiker Fagotte ist in der Stiftung Preußischer Kulturbesitz ausgestellt.
| Personendaten    | Personendaten                   |
| ---------------- | ------------------------------- |
| NAME             | Kaiser, Kurt                    |
| KURZBESCHREIBUNG | deutscher Pianist und Fagottist |
| GEBURTSDATUM     | 1922                            |
| GEBURTSORT       | Berlin                          |